# Colstrip
Colstrip – miasto w Stanach Zjednoczonych, w stanie Montana, w hrabstwie Rosebud.